# Лиценција поетика
Лиценција поетика (лат. Licentia poetica, пјесничка слобода) је право пјесника да одступа од реалности и језичких норми.
Из овога је настала кованица „лиценција графика“ (лат. Licentia grafica, графичка слобода) право ликовног умјетника да крши правописне норме, нпр. да властита имена на осликаним насловним странама и плакатима пише малим почетним словима.